# Botany Swarm
Der Botany Swarm ist ein neuseeländischer Eishockeyclub in Auckland, der 2005 gegründet wurde und in der New Zealand Ice Hockey League spielt. Die Heimspiele werden im Paradice Botany ausgetragen.

## Geschichte
Der Club wurde 2005 unter dem Namen South Auckland Swarm zusammen mit der New Zealand Ice Hockey League gegründet, in der er eines von vier Gründungsmitgliedern wurde. In ihrer ersten Spielzeit erreichte die Mannschaft nur den dritten von vier Plätzen in der regulären Saison. Anschließend zog das Team drei Mal in Folge in die Finalspiele ein. Zunächst verlor die Mannschaft 2006 knapp mit 3:3 und 4:5 gegen Southern Stampede. Nach der Umbenennung in Botany Swarm vor der Saison 2007 wurde das Team zwei Mal in Folge Meister und setzte sich jeweils gegen die Canterbury Red Devils durch. Zunächst 2007 mit 7:0 und schließlich knapp mit 3:2 nach Verlängerung in der Saison 2008.
Durch einen 3:1-Finalsieg über die West Auckland Admirals sicherte sich der Botany Swarm in der Saison 2010 erneut die Meisterschaft. Ein Jahr später gewann man mit 5:3 gegen Southern Stampede.

## Erfolge
- Neuseeländischer Meister (4×): 2007, 2008, 2010 und 2011
- Neuseeländischer Vizemeister (1×): 2006